# Johan Hoppe
 Der er flere personer med dette navn, se Johan Christopher Hoppe.
Johan Christopher Hoppe (født 23. november 1841 i Reykjavik, død 30. januar 1933 i København) var en dansk amtmand. Han var søn af Torkild Abraham Hoppe. 
Hoppe blev student 1859, cand.jur. 1864, assistent (1868), fuldmægtig (1878) og kontorchef i Indenrigsministeriet 1880 og 1885 til 1910 amtmand over Randers Amt. Han var formand i kommissionen angående markeder 1907 og for Randers-Hadsund Jernbanes bestyrelse.
Johan Christopher Hoppe var kommandør af 1. grad af Dannebrogordenen og Dannebrogsmand. Amtmand Hoppes Bro nær Langå, indviet 1905, er opkaldt efter ham.